# Anthurium oerstedianum
Anthurium oerstedianum är en kallaväxtart som beskrevs av Heinrich Wilhelm Schott. Anthurium oerstedianum ingår i släktet Anthurium och familjen kallaväxter. Inga underarter finns listade.